# Ровное (Шахтёрский район)
Ровное (укр. Рівне) — село на Украине, находится в Шахтёрском районе Донецкой области. Под контролем самопровозглашённой Донецкой Народной Республики.

## География

#### Соседние населённые пункты по странам света
С: Рассыпное (посёлок), Рассыпное (село), Грабово
СЗ: Петропавловка, Красный Луч, Балочное
СВ:  Грабово
З:  Московское, Стожково
В: Пелагеевка
ЮЗ:  Контарное, город Шахтёрск
ЮВ, Ю: город Торез

## Население
Население по переписи 2001 года составляло 354 человека.

## Общие сведения
Код КОАТУУ — 1425281203. Почтовый индекс — 86200. Телефонный код — 6255.

## Адрес местного совета
86234, Донецкая область, Шахтёрский р-н, с. Грабово, ул. Советская, 18